# ナコーンラーチャシーマーFC
ナコーンラーチャシーマーFC（タイ語: นครราชสีมา เอฟซี, 英語: Nakhon Ratchasima Football Club）は、タイ王国のナコーンラーチャシーマー県をホームタウンとするサッカークラブ。現在のクラブ名はスポンサーであるマツダの名を冠し、ナコーンラーチャシーマー・マツダFC。クラブのエンブレムにはナコーンラーチャシーマー地方原産の猫である「コラット（サワット・キャット）」が用いられている。

## 歴史
1999年に創設後は、タイ・プレミアリーグとは別の全国トップリーグだったプロヴィンシャル・リーグに所属していたが、プレミアリーグとの統合の動きにより、2006年シーズン終了後にタイ・ディヴィジョン1リーグに所属を変更した。
2007年、ディヴィジョン1リーグ・グループBで9位に終わり、リージョナルリーグ・ディヴィジョン2に降格した。
2011年、チャンピオンズリーグ・グループBで優勝し、ディヴィジョン1リーグ復帰を決めた。ディヴィジョン2リーグ優勝決定戦ではグループA優勝のラーチャブリーに敗れた。
2013年から3年間、自動車メーカーのマツダとメインスポンサー契約をしており、チーム名に「MAZDA」が入る。
2014年、2013年に就任した神戸清雄監督の下でディヴィジョン1リーグ優勝、プレミアリーグ初昇格を果たした。。

## 現所属メンバー
注：選手の国籍表記はFIFAの定めた代表資格ルールに基づく。
| No. | Pos. |          | 選手名                       |
| --- | ---- | -------- | ---------------------------- |
| 1   | GK   | タイ王国 | パッチャラポン・プラトゥンマ |
| 15  | DF   | タイ王国 | ウォラポッブ・タウイスック   |
| 21  | MF   | タイ王国 | ナッタウット・ジャルンブット |
| 22  | MF   | タイ王国 | アヌラック・ムンディー       |
| 23  | FW   | ブラジル | デニス・ムリーロ ★           |
| 31  | FW   | タイ王国 | ピンナワット・ポンサワーン   |
| 35  | GK   | タイ王国 | ソラウィット・シーファー     |
| 36  | GK   | タイ王国 | タナチャイ・ヌーラート ()    |
| 44  | MF   | タイ王国 | ピラパット・ポンサワーン     |
| 47  | DF   | タイ王国 | ナロンサック・ペットノーク   |
| 48  | FW   | タイ王国 | ラッタサート・バンスンヌーン |
| 59  | MF   | タイ王国 | ノッパコーン・カンハーバーン |
|     | DF   | タイ王国 | ジャッカポン・セーンマフン   |
|     | DF   | タイ王国 | ブッコリー・レムディー       |

| No. | Pos. |              | 選手名                               |
| --- | ---- | ------------ | ------------------------------------ |
|     | MF   | タイ王国     | シティチョーク・パソ                 |
|     | DF   | シンガポール | ビル・ママドゥ ★                     |
|     | DF   | セルビア     | ネナド・ラリッチ ★                   |
|     | DF   | スペイン     | ビクトル・マルティネス・マンリーケ ★ |
|     | MF   | 日本         | 三田啓貴 ★                           |
|     | DF   | ブラジル     | ウエンデル・マテウス ★               |
|     | MF   | タイ王国     | デニス・ダルベライ ()                |
|     | MF   | タイ王国     | ナタポップ・ケオクラーン             |
|     | GK   | タイ王国     | ノッポン・ラコーンポン               |
|     | MF   | タイ王国     | ポンサコーン・ハーンラタナ           |
|     | MF   | タイ王国     | ポンタコーン・ハーンラタナ           |
|     | DF   | タイ王国     | アヌサック・ジャイペット             |
|     | MF   | セルビア     | デヤン・メレグ ★                     |

※星印は外国人選手を示す。
監督
- イッサラ・シータロー（英語版）

## タイトル
- タイ・ディヴィジョン1リーグ 優勝 (1) : 2014
- リージョナルリーグ・ディヴィジョン2 2位 (1) : 2011（グループB優勝）

## 過去の成績
| シーズン  | ディビジョン                | 順位 | FAカップ | リーグカップ |
| --------- | --------------------------- | ---- | -------- | ------------ |
| 1999-2000 | プロヴィンシャル            | 10位 |          |              |
| 2001      | プロヴィンシャル            | 10位 |          |              |
| 2002      | プロヴィンシャル・グループA | 04位 |          |              |
| 2003      | プロヴィンシャル            | 06位 |          |              |
| 2004      | プロヴィンシャル            | 07位 |          |              |
| 2005      | プロヴィンシャル            | 06位 |          |              |
| 2006      | プロヴィンシャル            | 10位 |          |              |
| 2007      | ディヴィジョン1・グループB  | 09位 |          |              |
| 2008      | ディヴィジョン2・グループA  | 06位 |          |              |
| 2009      | ディヴィジョン2・東北部     | 02位 | 準々決勝 |              |

| シーズン | ディビジョン            | 順位 | FAカップ | リーグカップ |
| -------- | ----------------------- | ---- | -------- | ------------ |
| 2010     | ディヴィジョン2・東北部 | 04位 | 1回戦    |              |
| 2011     | ディヴィジョン2・東北部 | 03位 | 1回戦    |              |
| 2012     | ディヴィジョン1         | 08位 | 4回戦    |              |
| 2013     | ディヴィジョン1         | 05位 | 3回戦    |              |
| 2014     | ディヴィジョン1         | 01位 | 4回戦    |              |
| 2015     | プレミア                | 08位 |          |              |

## 歴代監督
- 神戸清雄 2013-2016

## 歴代所属選手
- バルチ・ジュニオール 2012
- 加藤友介 2013
- 小井手翔太 2013-2014
- 長野聡 2013-2016
- 桒田慎一朗 2014
- サラウット・マスク 2015
- ビョルン・リンデマン 2015-2016
- リー・タック 2015
- ドミニク・アディアー 2015-2018
- パウロ・ランゲル・ド・ナシメント・ゴメス 2017
- ヴィクター・イグボネフォ 2017
- ウエンデル・マテウス・デ・リマ・フィゲロア 2025-